# PGC 213490
LEDA/PGC 213490 ist eine Spiralgalaxie vom Hubble-Typ Sd im Sternbild Krebs auf der Ekliptik. Sie ist schätzungsweise 1 Milliarde Lichtjahre von der Milchstraße entfernt und hat einen Durchmesser von etwa 170.000 Lichtjahren. Vom Sonnensystem aus entfernt sich das Objekt mit einer errechneten Radialgeschwindigkeit von näherungsweise 22.800 Kilometern pro Sekunde.
Im selben Himmelsareal befinden sich unter anderem die Galaxien NGC 2594, PGC 23717, PGC 1742240, PGC 3089410.